# グランド・フィナーレ (フレンズ)
「グランド・フィナーレ」（The Last One）は、アメリカ合衆国のテレビシットコム『フレンズ』のシリーズ最終回である。第10シーズンの第17話及び第18話に該当し、2話まとめて1時間枠で放送された。脚本はシリーズ企画者のデヴィッド・クレーンとマルタ・カウフマンが執筆し、エグゼクティブ・プロデューサーのケヴィン・S・ブライトが監督した。アメリカ合衆国では2004年5月6日にNBCで放送され、5246万人が視聴した。これは過去6年間のエンターテインメント番組で最高の成績であり、またテレビシリーズの最終回としては史上4位である。
最終回では長年にわたって続いてきたストーリーラインが完結する。ロス・ゲラー（デヴィッド・シュワイマー）はレイチェル・グリーン（ジェニファー・アニストン）と寄りを戻し、またモニカ・ゲラー（コートニー・コックス）とチャンドラー・ビング（マシュー・ペリー）は双子の養子を迎えて郊外へと移る。最後の場面では一同がコーヒーを飲みに行き、無人となった部屋が映される。

## プロット

### part1
フィービー・ブッフェ（リサ・クドロー）とジョーイ・トリビアーニ（マット・ルブランク）はエリカ（アンナ・ファリス）を病院に連れて行ったチャンドラーとモニカの荷造りをしていた。エリカは産むのは１人だと思い込んでいたが、実は双子であることが判明する。レイチェルは前エピソードでロスと再会した後、彼の寝室を去る。アパートでジョーイはフィービーにチャンドラーとモニカに贈ると言ってヒヨコとアヒルの子を見せる。ロスが戻り、彼はレイチェルと寝たことを2人に報告する。ロスは復縁したいと考えるが、その後やってきたレイチェルは「最高の別れ方だった」と彼に言う。
セントラル・パーク・カフェでフィービーはレイチェルがパリに出発する前に思いを伝えるべきだとロスを説得する。ちょうど現れたレイチェルにロスは告白しに行こうとするが、セントラル・パークの店主のガンター（ジェームズ・マイケル・タイラー）が先に愛の告白をしてしまったために機会を逃す。ロスはモニカとチャンドラーの部屋に戻るが、拒絶を恐れてレイチェルへ告白しないことに決める。モニカとチャンドラーが双子のエリカ（実母と同名）とジャック（モニカの父と同名）を連れて戻り、そしてレイチェルは飛行機に遅れるからと言って去る。レイチェルが去った後、やはり彼女を忘れられないロスはフィービーが運転する車に乗って空港へと出発する。

### part2
ジョーイはアヒルの子とヒヨコをチャンドラーとモニカにプレゼントするために自室に戻るが、見当たらず、そしてフーズボール台の中に隠れていることに気づく。チャンドラーとジョーイは鳥を出すためにフーズボール台を壊すことに決めたが、台に愛着があった2人はにはできず、結局モニカが壊した。鳥が救出された後、チャンドラーはジョーイに自分で飼うように勧める。一方フィービーの無謀な運転の末、ロスと彼女はJFK空港に到着し、チケットを購入するが、掲示板にはレイチェルが乗るはずの旅客機が見当たらない。彼らはモニカに電話して便名をチェックしてもらうが、レイチェルが発つのはニューアーク空港からであり、間違っていたことを知る。ニューアーク空港への移動中、フィービーはレイチェルを引き止めるために電話で飛行機の「左のフィランジ」に問題があると嘘の警告をする。レイチェルは無視しようとしたが、隣に座っていた男（ジム・ラッシュ）がその話を聞いて騒ぎ、他の客たちも機内から降り始める。
フィービーとロスは空港に到着し、レイチェルと再会する。ロスは彼女を愛していると言うが、レイチェルは告白に対処できず、飛行機に乗ってしまう。ロスは家に帰ると電話にはレイチェルからのメッセージがあった。レイチェルは飛行機には乗った後やはり降りることに決めたが、メッセージが途中で切れる。結末を聞きたがるロスの後ろには戻ってきたレイチェルが立っており、彼らはキスをする。翌朝、6人は空になったモニカとチャンドラーの部屋に集まる。彼らはこれまでの出来事を振り返り、そして6人分の部屋の鍵をキッチンカウンターの上に置き、そして2人の出発前に最後にコーヒーを飲みに行くことになる。チャンドラーが「どこへ?」と皮肉混じりに言い、一同が出発した後、カメラが無人となった部屋を映して幕を閉じる。

## 製作

### 脚本と音楽
シリーズ企画者たちは2004年5月6日の放送の4ヶ月前となる同年1月に1時間の最終回の初稿を完成させた。エピソード執筆前にデヴィッド・クレーン、マルタ・カウフマン、ケヴィン・S・ブライトは他のシットコムのシリーズ最終回を視聴し、何があって何がないのかに注意を払った。カウフマンは自分たちがシリーズに忠実なものが好きであることを知り、『The Mary Tyler Moore Show』の最終回がゴールドスタンダードであると考えた。最終回の執筆は難航し、台詞の無い最後のシーンを考案するのに数日を要した。クレーンは「ハイコンセプトなものにしたり、番組から番組を取り出すことはしたくなかった」と述べた。
エピソードの最後にカメラが無人の部屋を映す際にはジェファーソン・エアプレインの「Embryonic Journey」が流された。またパール・ジャムの曲「Yellow Ledbetter」がレイチェルが最初に飛行機に乗る際に流された。同バンドの曲がテレビ番組で使われるのは初めてのことであった。

### 撮影

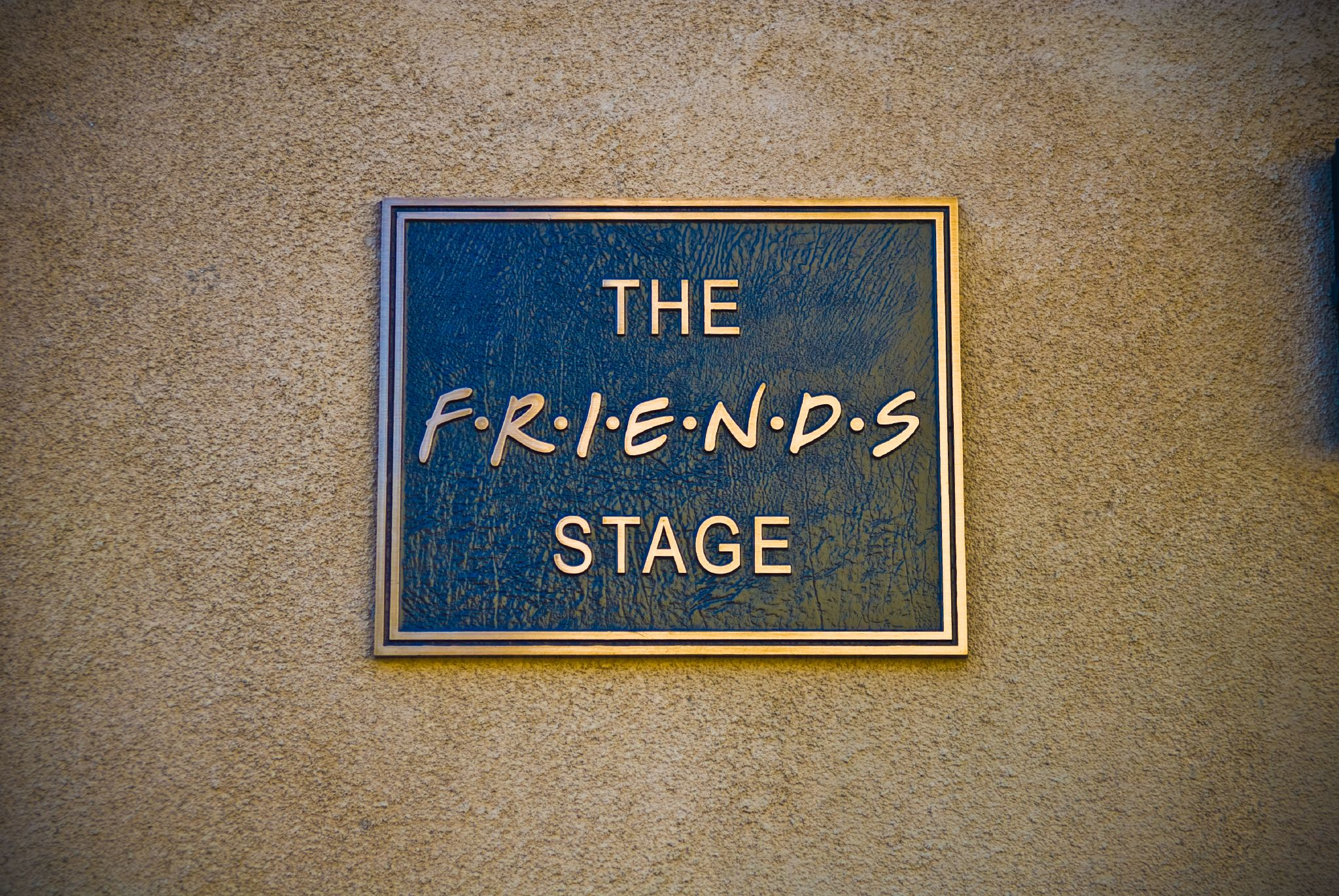
最終回の撮影終了後、第2シーズン以降の撮影に使われたワーナー・ブラザース・スタジオのステージ24は「The Friends Stage」に改名された。

撮影は第2シーズン以降使われているカリフォルニア州ロサンゼルスのワーナー・ブラザース・スタジオのステージ24で行われた。part1は2004年1月16日、part2は1月23日に収録された。シリーズ完結後、ステージ24は「The Friends Stage」に改名された。
エピソードのいくつかの重要なシーンの内容のリークを避けるため、当初は観客なしで撮影が予定されていたが、プロデューサーたちは問題を心配しないことに決め、すべてスタジオで観客の前で生撮影された。またプロデューサーたちは複数のエンディングが撮影されるという噂を流したが、実際には1つのみが撮影された。

## プロモーション
NBCはシリーズ最終回放送前に数週間にわたってプロモーションを行った。アメリカ中のNBC関連会社でビューイング・パーティーが開催され、その中には屋外のアストロビジョン・スクリーンを用いたものもあった。ニューヨークでは公園の大スクリーンで3000人以上が視聴した。最終回に先駆けて1時間の総集編が放送された。最終回の後にはセントラル・パークで撮影された『The Tonight Show with Jay Leno』にシリーズのキャストがゲスト出演した。最終回の広告料は30秒間のコマーシャルにつき平均200万ドルであった。これは『となりのサインフェルド』の最終回の170万ドルを超えてシットコム史上最高額である。

## 評価

### 視聴者数
最終回のアメリカ合衆国の視聴者数は5250万人であり、過去6年間のエンターテインメント番組で最高値であった。『フレンズ』のエピソードとしては、1996年1月28日に第30回スーパーボウルの後に放送された「The One After the Superbowl」の5290万人には及ばなかった。テレビシリーズの最終回としては、『マッシュ』の1億2300万人、『チアーズ』の1億240万人、『となりのサインフェルド』の8590万人に次いで史上4位であった。また同年放送のテレビ番組としては第38回スーパーボウルの中継に次ぐ高さである。

### 受賞とノミネート
エピソードは第56回プライムタイム・エミー賞でマルチカメラ作品音響賞とマルチカメラ作品編集賞にノミネートされた。

### 批評家の反応
『USAトゥデイ』は最終回を面白くて満足だと説明し、各出演者が登場している間に感情とユーモアが巧みに混ざっていることを賞賛した。『Boston Herald』のサラ・ロッドマンはアニストンとシュワイマーの演技を賞賛したが、彼らのキャラクターの復縁が「たとえそれがファンの大部分が望んだことだとしても、少しあまりにきちんとしている」と感じた。